# العلاقات الدومينيكية الكازاخستانية
العلاقات الدومينيكية الكازاخستانية هي العلاقات الثنائية التي تجمع بين دومينيكا وكازاخستان.

## مقارنة بين البلدين
هذه مقارنة عامة ومرجعية للدولتين:
| وجه المقارنة                                              | دومينيكا              | كازاخستان                      |
| --------------------------------------------------------- | --------------------- | ------------------------------ |
| المساحة (كم2)                                             | 751                   | 2.72 مليون                     |
| عدد السكان (نسمة)                                         | 73.92 ألف             | 17.95 مليون                    |
| الكثافة السكانية (ن./كم²)                                 | 9.84 ألف              | 6.6                            |
| العاصمة                                                   | روسو                  | نور سلطان                      |
| اللغة الرسمية                                             | لغة إنجليزية          | اللغة القازاقية، اللغة الروسية |
| العملة                                                    | دولار شرق الكاريبي    | تينغ كازاخستاني                |
| الناتج المحلي الإجمالي (بليون دولار)                      | 562.54 مليون          | 159.41 مليار                   |
| الناتج المحلي الإجمالي (تعادل القوة الشرائية) بليون دولار | 789.63 مليون          | 439.39 مليار                   |
| الناتج المحلي الإجمالي الاسمي للفرد دولار أمريكي          | 7.12 ألف              | 10.51 ألف                      |
| الناتج المحلي الإجمالي للفرد دولار أمريكي                 | 10.88 ألف             | 24.23 ألف                      |
| مؤشر التنمية البشرية                                      | 0.724                 | 0.788                          |
| رمز المكالمات الدولي                                      | +1767                 | +7                             |
| رمز الإنترنت                                              | .dm                   | .kz، .қаз ‏                     |
| المنطقة الزمنية                                           | 00، توقيت أطلنطي موحد | ت ع م+05:00، ت ع م+06:00       |

## منظمات دولية مشتركة
يشترك البلدان في عضوية مجموعة من المنظمات الدولية، منها:
| علم المنظمة | اسم المنظمة                        | تاريخ انضمام دومينيكا | تاريخ انضمام كازاخستان |
| ----------- | ---------------------------------- | --------------------- | ---------------------- |
|             | الاتحاد البريدي العالمي            | ?                     | ?                      |
|             | يونسكو                             | 9 يناير 1979          | 22 مايو 1992           |
|             | البنك الدولي للإنشاء والتعمير      | 29 سبتمبر 1980        | 23 يوليو 1992          |
|             | وكالة ضمان الاستثمار متعدد الأطراف | 7 أكتوبر 1991         | 12 أغسطس 1993          |
|             | الاتحاد الدولي للاتصالات           | 28 أكتوبر 1996        | 23 فبراير 1993         |
|             | منظمة الشرطة الجنائية الدولية      | ?                     | ?                      |
|             | مؤسسة التمويل الدولية              | 29 سبتمبر 1980        | 30 سبتمبر 1993         |
|             | الأمم المتحدة                      | 18 ديسمبر 1978        | 2 مارس 1992            |
|             | مؤسسة التنمية الدولية              | 29 سبتمبر 1980        | 23 يوليو 1992          |
|             | منظمة حظر الأسلحة الكيميائية       | ?                     | ?                      |

## وصلات خارجية
- موقع وزارة الخارجية الكازاخستانية